# Draga, Nova Gorica
Draga este o localitate din comuna Nova Gorica, Slovenia, cu o populație de 90 de locuitori.